# Tero Palmroth
Tero Palmroth (ur. 28 maja 1953 w Tampere) – fiński kierowca wyścigowy.
W latach 1988–1992 ścigał się w serii CART. Wystartował w tym czasie w 12 wyścigach, w tym czterokrotnie w Indianapolis 500. Najlepszy wynik jaki uzyskał to 12. miejsce w wyścigu Indianapolis 500 1990.

## Starty w Indianapolis 500
| Rok  | Nadwozie | Silnik   | Start | Wynik | Uwagi              |
| ---- | -------- | -------- | ----- | ----- | ------------------ |
| 1988 | Lola     | Cosworth | 25    | 19    | Awaria silnika     |
| 1989 | Lola     | Cosworth | 16    | 16    | Awaria zawieszenia |
| 1990 | Lola     | Cosworth | 16    | 12    |                    |
| 1991 | Lola     | Cosworth | 26    | 23    | Awaria silnika     |